# N1019 (Frankrijk)
De N1019 of Route nationale 1019 is een nationale weg in het oosten van Frankrijk. De weg loopt, ten zuiden van Belfort, van de grens met Haute-Saône via Delle naar de grens met Zwitserland en is ongeveer 21 kilometer lang. In Haute-Saône loopt de weg als D438 verder naar Lure en Vesoul. In Zwitserland loopt de weg verder als A16 naar Delémont en Biel. Het deel tussen Haute-Saône en de autosnelweg A36 is onderdeel van de E54 en het deel tussen de A36 en Zwitserland van de E27.

## Geschiedenis
De N1019 is aangelegd om de route van de N19 over een expresweg-tracé te leiden.

## Toekomst
In de toekomst zullen de D438 in Haute-Saône en de N1019 in Territoire de Belfort worden omgenummerd tot N19. De oude N19 zal dan worden overgedragen aan het departement Haute-Saône.
N1 · N2 · N3 · N4 · N5 · N6 · N7 · N9 · N10 · N11 · N12 · N13 · N14 · N15 · N17 · N19 · N19J · N20 · N21 · N22 · N24 · N25 · N27 · N28 · N31 · N33 · N34 · N36 · N37 · N41 · N42 · N43 · N44 · N47 · N49 · N51 · N52 · N57 · N58 · N59 · N61 · N61A · N65 · N66 · N67 · N70 · N77 · N79 · N80 · N82 · N83 · N85 · N86 · N87 · N88 · N89 · N90 · N94 · N98 · N100 · N102 · N104 · N105 · N106 · N109 · N112 · N113 · N116 · N118 · N118A · N118B · N122 · N123 · N124 · N125 · N126 · N129 · N134 · N135 · N136 · N137 · N138 · N141 · N142 · N145 · N147 · N149 · N150 · N151 · N154 · N157 · N158 · N159 · N162 · N164 · N165 · N166 · N171 · N174 · N175 · N176 · N182 · N184 · N186 · N186A · N186B · N188 · N191 · N192 · N201 · N202 · N205 · N209 · N216 · N221 · N224 · N225 · N227 · N230 · N237 · N244 · N248 · N249 · N250 · N254 · N265 · N274 · N282 · N296 · N301 · N303 · N306 · N314 · N315 · N316 · N320 · N324 · N330 · N337 · N338 · N346 · N353 · N356 · N363 · N385 · N388 · N401 · N406 · N410 · N416 · N425 · N431 · N440 · N441 · N444 · N446 · N449 · N481 · N486 · N488 · N489 · N520 · N524 · N532 · N537 · N542 · N543 · N568 · N569 · N572 · N580 · N814 · N844 · N1007 · N1012 · N1013 · N1014 · N1019 · N1021 · N1029 · N1031 · N1043 · N1050 · N1075 · N1083 · N1104 · N1113 · N1134 · N1135 · N1141 · N1154 · N1338 · N1547 · N1569 · N2028 · N2043 · N2057 · N2162 · N2249